# Будинок Блажкова
Будинок Блажкова — архітектурна споруда у м. Херсоні, історична пам'ятка.

## Історія
На старих фотокартках початку ХХ століття цю будівлю підписували «Красивый дом возле парка». Будівлю було зведено за проектом одеського архітектора Пауля Клейна. Належала вона Херсонському міському голові, члену Державної Думи Росії Миколі Івановичу Блажкову.

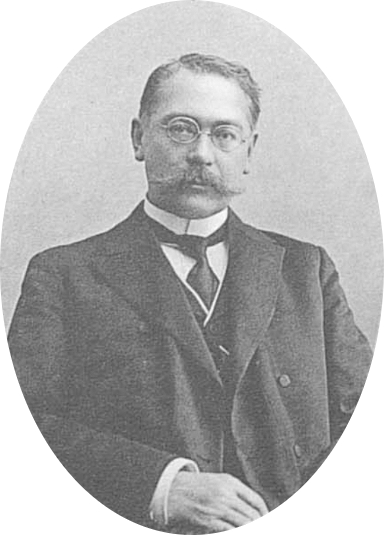
Власник будинку Блажков Микола Іванович

«Замок» міського голови був розташований у живописному і навіть стратегічному місці старого Херсона. З ажурної башти-вишки дома Блажкова відкривався чудовий вид на Дніпро і численні пристані різноманітних пароплавних спільнот, що базувались коло берега.
Вигляд будинку відповідає неоготичному стилю. Невіддільними його елементами є численні ажурні деталі, які надзвичайно прикрашають цю будівлю.
Перед входом до будівлі знаходився Олександрівський парк (нині — Шевченківський парк), одне з улюблених місць відпочинку городян. Поряд — вулиця Суворівська з її численними вишуканими торговими рядами. Та й до міської думи (нині — Художній музей) було рукою подати.
Приблизно одночасно з домом Блажкова зі східного боку парка, на розі Пестелівського бульвару (нині — вулиця Перекопська) і тоді ще безіменної вулички (нині — вулиця Петра Калнишевського), було зведено і «палац» губернатора. Місця проживання губернського і міського очільників розташувались у безпосередній близькості від арештантського виправного відділення — під його надійним захистом і охороною. Мабуть це було суттєвою перевагою, адже наставали доволі складні часи — це був час після першої російської революції 1905 року.

## Таємничий вибух
Одного разу, влітку 1911 року, в башенці на Лютеранській вулиці пролунав потужний вибух. У віконні пройми, які лишились без скла, вирвалось полум'я. На щастя, міській пожежній команді, яка розташовувалась у пожежному депо на Поштовій вулиці (нині — проспект Незалежності, на цьому місці розташований поштамт), за лічені хвилини вдалося прибути на місце пригоди і локалізувати загоряння. Потім було поліцейське слідство і пошуки винних, яких так і не було знайдено. Микола Іванович Блажков запевнив слідчого, що пожежа сталась через самовільний вибух мисливських патронів, які зберігались у сейфі в приміщенні вежі. На тому і лишили. Що насправді відбулось у башенці, наразі невідомо. Міський голова, який свого часу захоплювався революційними ідеями і навіть виключений за це з вищого навчального закладу, вмів зберігати таємниці.

## Проживання Едвіна Каруано в будинку Блажкова
Частину приміщень на першому поверсі блажкового палацу орендував під квартиру та робочу канцелярію віце-консул Туриччини і Великої Британії Едвін Каруано — особистість доволі «таємнича і слизька», як писали про нього сучасники. Достатньо згадати його причетність до гучного судового процесу і справи «миколаївської кредитки» або вилучення з херсонського банку золота на суму в 5 мільйонів 863 тисячі 289 рублів у 1919 році. Саме Каруано належала ідея у зв'язку із нестабільністю у місті перевезти херсонське золото до Одеського Народного банку. Коштовний метал було завантажено в Херсоні на міноносець британського флоту «Нереїда», на якому вантаж відплив у невідомому напрямку. Слідом за золотом з Херсона Каруано вивіз на британському пароплаві «Дооб» 15 тисяч пудів борошна, а також свою величезну цінну колекцію витворів мистецтва. Слід згадати, що в цей час Херсон був оповитий голодом і громадянською війною.

## Радянські часи
Друге десятиліття ХХ століття було буремним для маленького Херсона, який звик до тиші й налагодженого життя. Одна влада змінювала іншу чи не щомісяця. У лютому 1920 року херсонська радянська газета «Известия» повідомила:
|  | В центре города около дома Блажкова найдено 16 трупов. Тела казненных были поспешно закопаны белогвардейцами во рву у ограды, окружавшей Александровский парк. |

Серед знайдених тіл було опізнано більшовика-підпільника Жоржа (Георгія) Полякова. Після міцного становлення радянської влади у місті іменем Полякова назвали колишню Канатну вулицю, яка бере свій початок від колишньої Рибної площі (нині — район Центрального ринку), де було страчено Полякова.
Власника ж дому — Миколу Івановича Блажкова — після численних катувань розстріляли у Херсонській ЧК. Після жовтневого перевороту будівля перейшла до комунальної власності міста. Приміщення у ньому займали різні міські організації. Через те, що постійного і справжнього господаря не було, будівля поступово занепадала. Легкі косметичні ремонти не змогли вберегти колишню красу справжнього палацу.

## Будинок Блажкова сьогодні
З 1952 року в приміщенні будинку Блажкова знаходиться дитяча музична школа № 1.
https://musicschool1.ks.ua/

## Джерело
- Красивый дом на Лютеранской [Архівовано 21 квітня 2016 у Wayback Machine.]